# Reichenburg
För andra betydelser, se Reichenburg (olika betydelser).
Reichenburg är en ort och kommun i distriktet March i kantonen Schwyz, Schweiz. Kommunen har 4 113 invånare (2023).